# Kim Joon
Kim Joon nome artístico de Kim Hyung Joon (nascido em 3 de fevereiro de 1984 em Gwacheon, Gyeonggi-do) é um ator, rapper e modelo sul-coreano. É um dos membros do grupo de k-pop T-Max.

## Filmografia

### Dramas
| Televisão | Televisão                | Televisão             | Televisão |
| --------- | ------------------------ | --------------------- | --------- |
| Ano       | Título                   | Personagem            | Emissora  |
| 2009      | Boys Over Flowers        | Song Woo Bin          | KBS2      |
| 2009      | Let's sleep here tonight | Ele mesmo             | MDC15     |
| 2010      | Haptic Mission           | Participação especial | KBS2      |
| 2010      | Pygmalion’s Love         | Hyung Joon            | BeeTV     |
| 2010      | Invincible Baseball      | Melhor jogar nº 7     | KBS2      |
| 2011      | Detectives in Trouble    | Shin Dong Jin         | KBS 2TV   |

## Publicidade

### Comerciais
- 2009: Samsung Anycall Haptic com Kim Bum, Kim Hyun Joong, Lee Min Ho e Son Dam Bi
- 2009: Omphalos com Gook Ji Yun
- 2009: Polo Ralph Lauren's Cologne
- 2009: Armani Cologne
- 2010: Omphalos com Park Ha Sun
- 2010: Wuttisak com T-Max
- 2010: BOBBIE BURNS shoes com Park Ha Sun

### Revistas
- Lacoste
- G-Star
- W
- Sure Magazine
- Brokore Japan Magazine
- Teen Girl Philippines Magazine
- Ceci Magazine
- Midnight Blues In Style Magazine
- Play Magazine
- Pygmalion's Love Magazine

## Discografia

### Álbuns com T-Max
- 2007:  "Blooming" (single)
- 2007: "Lion Heart" (single)
- 2008: "Run to You" (single)
- 2009:  "Motto Paradise" (single)
- 2009:  "Single Collection" (EP)
- 2009:  "Love Parade" (single)
- 2010: "Born to the Max" (regular)